# Bolyaiak szobra
Izsák Márton és Csorvássy István alkotása, melyet a marosvásárhelyi Bolyai Farkas Líceum előtti Bolyai téren 1957. szeptember 8-án lepleztek le, az iskola alapításának 400 éves évfordulóján. A szobor Bolyai Farkast, az iskola néhai matematika- és fizikatanárát, valamint fiát, a geometriát és a gondolkodást forradalmasító Bolyai Jánost ábrázolja. Felavatása óta koszorúzások helyeként is szolgál. Halottak napján a két Bolyai tisztelői mint személyes hozzátartozóiknak gyújtanak gyertyákat a két Bolyai szobránál és a református temetőben sírjuknál. 1997. november 1-jén itt ünnepelték nemzetközi részvétellel először a Magyar Tudomány Napját, amelyből párhuzamosan lett a Magyar Tudomány Ünnepe és a World Science Day.